# Herrmann

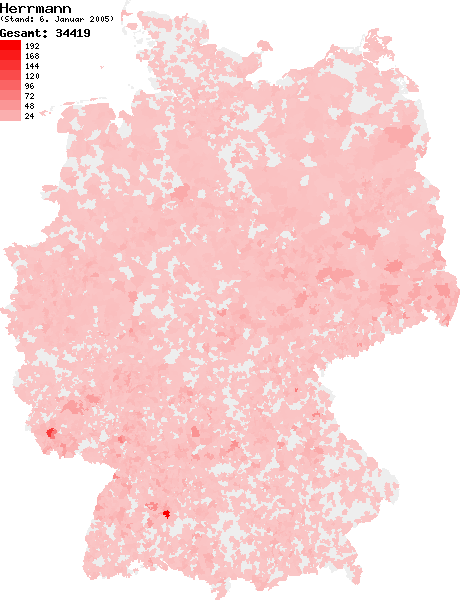
Verteilung des Nachnamens „Herrmann“ in Deutschland (2005)

Herrmann ist sowohl ein häufiger deutscher Familienname als auch ein früher häufiger, heute eher seltener männlicher Vorname.

## Herkunft und Bedeutung
Als Schreibvariante von Hermann ist der Name das Patronym zum gleichlautenden Vornamen.

## Verbreitung
Im ausgehenden 19. und beginnenden 20. Jahrhundert gehörte der Name Herrmann zu den zehn am häufigsten vergebenen Jungennamen in Deutschland, war im Jahr 1891 sogar auf Platz eins der Häufigkeitsstatistik. Seit Mitte der 1910er Jahre nahm seine Popularität allmählich, ab Mitte der vierziger Jahre stark ab, so dass heute kaum noch Kinder Herrmann genannt werden.

## Varianten
- Herrman, Harman, Harmen, Harmens, Heermann, Herman, Hermann, Herrmanns

## Namensträger

### A
- Adalbert Herrmann (1802–1889), deutscher Pädagoge, Hochschullehrer und Schriftsteller
- Adelaide Herrmann (1853–1932), US-amerikanische Zauberkünstlerin
- Adelheid Herrmann-Pfandt (* 1955), deutsche Religionswissenschaftlerin, Indologin, Tibetologin und Hochschullehrerin
- Adolf Herrmann (um 1873–1906), Funktionär des Arbeiter-Radfahrerbundes Solidarität
- Albert Herrmann (Chemiker) (1859–1921), deutscher Chemiker
- Albert Herrmann (Filmschaffender) (1866–1927), deutscher Opernintendant und Filmschaffender der Stummfilmzeit
- Albert Herrmann (Geograph) (1886–1945), deutscher Geographiehistoriker
- Albert Herrmann (Politiker) (1892–1977), deutscher Verwaltungsjurist und Politiker (NSDAP)
- Alexander Herrmann (Maler) (1814–1845), deutscher Maler
- Alexander Herrmann (Zauberkünstler) (1844–1896), deutschamerikanischer Zauberkünstler
- Alexander Herrmann (Mediziner) (1900–1981), deutscher HNO-Arzt
- Alexander Herrmann (Koch) (* 1971), deutscher Koch
- Alexander J. Herrmann (* 1975), deutscher Politiker (CDU)
- Alfred Herrmann (Historiker) (1879–1960), deutscher Historiker und Politiker (DDP)
- Alfred Herrmann (Grafiker) (1884–1962), deutscher Gebrauchsgrafiker und Plakatkünstler
- Alfred Herrmann (Fußballspieler, I), deutscher Fußballspieler
- Alfred Herrmann (Fußballspieler, 1929) (* 1929), deutscher Fußballspieler
- Alfred Herrmann (Politiker) (* 1934), deutscher Politiker (DBD)
- Alois Herrmann (1895–1978), deutscher Schauspieler
- Aloys Herrmann (1898–1953), deutscher Mathematiker und Hochschullehrer
- André Herrmann (* 1973), deutscher Webvideoproduzent und Autor, siehe $ick
- André Herrmann (* 1986), deutscher Slam-Poet, Blogger und Kolumnist
- Andreas Herrmann (Biophysiker) (* 1953), deutscher Biophysiker und Hochschullehrer
- Andreas Herrmann (Schauspieler, 1953) (* 1953), deutscher Schauspieler
- Andreas Herrmann (Schauspieler, 1961) (* 1961), Schweizer Schauspieler
- Andreas Herrmann (Ökonom) (* 1964), deutscher Betriebswirtschaftler
- Andreas Herrmann (Chemiker) (* 1970), deutscher Chemiker und Hochschullehrer
- Anja Herrmann (* 1980), deutsche Journalistin und Fernsehmoderatorin
- Anna Herrmann (Politikerin) (1892–1980), deutsche Politikerin (SPD)
- Anna Herrmann (Schauspielerin), deutsche Schauspielerin
- Anna Müller-Herrmann (1888–1975), deutsche Gymnastiklehrerin
- Annelies Herrmann (* 1941), deutsche Politikerin (CDU)
- Annika Herrmann (* 1980), deutsche Linguistin
- Anton Leopold Herrmann (1819–1896), rumäniendeutscher Komponist und Kirchenmusiker
- Arnulf Herrmann (* 1968), deutscher Komponist und Hochschullehrer
- August Herrmann-Allgäu (1852–1916), deutscher Maler

### B
- Balduin Herrmann (1856–1932), deutscher Journalist und Parlamentarier
- Barbara Herrmann (Politikerin) (* 1948), deutsche Politikerin (CDU)
- Barbara Herrmann (Filmeditorin) (* 1952), deutsche Filmeditorin
- Barbara Herrmann (Kunsthistorikerin), Kunsthistorikerin
- Barbara Herrmann (Schriftstellerin), deutsche Schriftstellerin
- Benjamin Herrmann (Filmproduzent) (* 1971), deutscher Filmproduzent
- Benjamin Ferdinand Herrmann (1757–1837), deutscher evangelischer Geistlicher
- Bernard Herrmann (1911–1975), US-amerikanischer Dirigent und Komponist
- Bernd Herrmann (Anthropologe) (* 1946), deutscher Anthropologe und Umwelthistoriker
- Bernd Herrmann (Leichtathlet) (* 1951), deutscher Leichtathlet
- Bernd Herrmann (Journalist) (* 1952), Politikjournalist beim Fernsehen der DDR, heute Autor beim Rundfunk Berlin-Brandenburg (RBB)
- Bernhard Herrmann (Genetiker) (* 1956), deutscher Genetiker und Hochschullehrer
- Bernhard Herrmann (Politiker) (* 1966), deutscher Politiker (Bündnis 90/Die Grünen), MdB
- Björn Herrmann (1973–2023), deutscher Autor und freier Ausstellungsmacher
- Boris Herrmann (Journalist) (* 1978), deutscher Journalist
- Boris Herrmann (Segler) (* 1981), deutscher Segler
- Brigitte Herrmann (* 1950), deutsche Politikerin (Bündnis 90/Die Grünen)
- Britta Herrmann (Politikerin) (* 1962), deutsche Politikerin (Bündnis 90/Die Grünen)
- Britta Herrmann (Germanistin) (* 1968), deutsche Germanistin
- Bruno Herrmann (Mundartdichter) (1870–1927), deutscher Mundartdichter und Politiker
- Bruno Herrmann (Politiker) (1888–1957), deutscher Politiker (SPD)

### C
- Carl Herrmann (Musiker) (1817–1895), deutschbaltischer Violinist, Cellist und Komponist
- Carl Alexander Herrmann (1847–1928), deutscher Orgelbauer in Kurland
- Carmen Herrmann (* 1980), deutsche Chemikerin, Professorin
- Carolin Herrmann (* 1986), deutsche Volleyballspielerin
- Carsten Herrmann-Pillath (* 1959), deutscher Volkswirtschaftler und Sinologe
- Caspar Herrmann (1885–1955), Schweizer Kunstmaler

- Christian Herrmann (Bibliothekar) (* 1966), deutscher evangelischer Theologe und Bibliothekar
- Christian Herrmann (Fußballspieler) (* 1966), deutscher Fußballspieler
- Christian Herrmann (Jurist) (* 1961), Schweizer Jurist
- Christian Herrmann (Orientalist) (* 1957 in Siebenbürgen), deutscher evangelischer Theologe und Orientalist
- Christian Gotthilf Herrmann (1765–1823), deutscher evangelischer Theologe, Hochschullehrer und Generalsuperintendent

- Christina Jantz-Herrmann (* 1978), deutsche Politikerin (SPD), MdB
- Christine Herrmann (* 1988), deutsche Handballspielerin
- Christofer Herrmann (* 1962), deutscher Architekturgeschichtler
- Christoph Herrmann (Rechtswissenschaftler) (* 1973), deutscher Rechtswissenschaftler
- Christoph Siegfried Herrmann (* 1966), deutscher Neuropsychologe
- Clara Herrmann (Pianistin) (1853–1931), deutsche Pianistin und Konzertorganisatorin
- Clara Herrmann (Politikerin) (* 1985), deutsche Politikerin der Partei Bündnis 90/Die Grünen
- Compars Herrmann (1816–1887), deutscher Zauberkünstler
- Cornelia Herrmann (* 1977), österreichische Pianistin
- Curt Herrmann (1854–1929), deutscher Maler

### D
- Daniel Herrmann (1736–1798), Schweizer Hafner
- Denise Herrmann-Wick (* 1988), deutsche Biathletin und Skilangläuferin
- Dennis Herrmann (* 1986), deutscher Schauspieler
- Detlef Herrmann (1944–2013), deutscher Bildhauer

- Dieter Herrmann (Politiker) (1937–2018), deutscher Kommunalpolitiker (CDU)
- Dieter Herrmann (Radsporttrainer) (1936–2020), deutscher Radsporttrainer.
- Dieter Herrmann (Studienberater) (* 1952), deutscher Unternehmer und Studienberater
- Dieter B. Herrmann (1939–2021), deutscher Astronom und Sachbuchautor
- Dietmar Herrmann (1945–2023), Lokal- und Regionalhistoriker
- Doris Herrmann (1938–2023), deutsche Politikerin (Bündnis 90/Die Grünen)

### E
- Eberhart Herrmann (* 1942/1943), deutscher Teppichhändler
- Eckhard Herrmann (Bildhauer) (* 1949), deutscher Bildhauer und Metallkünstler
- Eckhard Herrmann (Theologe) (* 1954), deutscher evangelischer Theologe, Dekan in Regensburg
- Edith Keller-Herrmann (1921–2010), deutsche Schachspielerin
- Eduard Herrmann (Bischof) (1836–1916), deutscher Geistlicher und Politiker, Titularbischof von Cybistra und MdR
- Eduard Zachäus Herrmann (1807–1854), deutscher Politiker, MdL Bayern
- Edward Herrmann (Edward Kirk Herrmann; 1943–2014), US-amerikanischer Schauspieler
- Edward John Herrmann (1913–1999), US-amerikanischer Geistlicher, Bischof von Columbus
- Elisabeth Herrmann (Schriftstellerin, 1910) (1910–1984), deutsche Gebrauchsgrafikerin und Schriftstellerin
- Elisabeth Herrmann (Schriftstellerin, 1959) (* 1959), deutsche Schriftstellerin und Hörspielautorin
- Elisabeth Herrmann-Otto (* 1948), deutsche Historikerin
- Elke Herrmann (Moderatorin) (1942–2009), deutsche Journalistin, Moderatorin und Redakteurin
- Elke Herrmann (Juristin) (* 1947), deutsche Rechtswissenschaftlerin
- Elke Herrmann (Politikerin) (1956–2017), deutsche Politikerin, MdL Sachsen
- Emanuel Herrmann (1839–1902), österreichischer Nationalökonom
- Emil Herrmann (1812–1885), deutscher Rechtswissenschaftler und Politiker
- Erich Herrmann (Politiker) (1882–1960), deutscher Politiker (DDP/SPD) und Schriftsteller
- Erich Herrmann (Handballspieler) (1914–1989), deutscher Handballspieler
- Erich Herrmann (Gewerkschafter) (1928–2018), deutscher Gewerkschafter
- Erich Herrmann (Skispringer) (* 1977), Schweizer Skispringer
- Erik Herrmann (* 2004), deutscher Fußballtorwart
- Ernst Herrmann (Historiker) (1812–1884), deutscher Historiker
- Ernst Herrmann (Forschungsreisender) (1895–1970), deutscher Geograph, Forschungsreisender und Reiseschriftsteller
- Ernst Günter Herrmann (* 1941), deutscher Bildhauer und Landschaftsarchitekt
- Eugen Herrmann (1863–nach 1938), deutscher Förster, Fachautor und Herausgeber
- Eva Herrmann (1901–1978), deutsch-amerikanische Malerin, Zeichnerin und Karikaturistin

### F
- Florian Herrmann (* 1971), deutscher Rechtsanwalt und Politiker (CSU), MdL Bayern
- Frances Herrmann (* 1989), deutsche Para-Leichtathletin
- Frank Herrmann (Politiker) (* 1961), deutscher Politiker (Piraten)
- Frank-Joachim Herrmann (1931–2005), deutscher Journalist, Leiter der Kanzlei des Staatsratsvorsitzenden der DDR
- Franz Ludwig Herrmann (1723–1791), deutscher Maler, siehe Franz Ludwig Hermann
- Franziska Herrmann (* 1985), deutsche Schauspielerin und Sprecherin
- Friederike Herrmann (* 1960), deutsche Medienwissenschaftlerin und Hochschullehrerin
- Friedhelm Herrmann (* 1949), deutscher Mediziner
- Friedrich Herrmann (Pädagoge) (1775–1819), deutscher Pädagoge, Publizist und Hochschullehrer
- Friedrich Herrmann (Politiker, 1824) (1824–1903), deutscher Gutsbesitzer und Politiker
- Friedrich Herrmann (Politiker, 1892) (1892–1954), deutscher Politiker (FDP)
- Friedrich Herrmann (Autor) (* 1989), deutscher Slam-Poet
- Friedrich-Wilhelm von Herrmann  (1934–2022), deutscher Philosoph
- Fritz Herrmann (Historiker) (1879–1938), deutscher Historiker und Archivar
- Fritz Herrmann (SS-Mitglied) (1885–1970), deutscher SS-Führer, Polizist und Politischer Beamter
- Fritz Herrmann (Publizist) (1922–2003), österreichischer Publizist, Kulturtheoretiker und Dichter
- Fritz-Gregor Herrmann, deutscher Klassischer Philologe und Philosophiehistoriker
- Fritz-Rudolf Herrmann (1936–2024), deutscher Prähistoriker und Archäologe

### G
- Gabriele Herrmann (* 1975), deutsche Politikerin (CDU), MdL
- Georg Herrmann (1892–1985), deutscher Scherenschnitt-Künstler und Schriftsteller
- George Herrmann (1921–2007), US-amerikanischer Ingenieur
- Georgina Herrmann (* 1937), britische Archäologin
- Gerd Herrmann (Dichterjurist) (1913–2003), deutscher Jurist, Lyriker, Übersetzer und Autor
- Gerd-Ulrich Herrmann (* 1950), deutscher Offizier und Militärhistoriker
- Gerda Herrmann (1931–2021), deutsche Komponistin und Dichterin
- Gisela Schneider-Herrmann (1893–1992), deutsch-niederländische Klassische Archäologin
- Gisela Herrmann (1926–2003), deutsche Journalistin
- Gottfried Herrmann (Komponist) (1808–1878), deutscher Organist und Komponist
- Gottfried Herrmann (Regisseur) (1915–1961), deutscher Schauspieler, Regisseur und Intendant
- Gottfried Andreas Herrmann (1907–2002), deutscher Maler
- Götz Herrmann (Jurist) (1929–2014), Präsident des Bundesamts für Wehrverwaltung
- Götz Herrmann (Politiker) (* 1977), Bürgermeister von Eberswalde
- Graciele Herrmann (* 1992), brasilianische Schwimmerin
- Gunter Herrmann (1938–2019), deutscher Maler, Grafiker und Restaurator
- Günter Herrmann (Widerstandskämpfer), deutscher Widerstandskämpfer
- Günter Herrmann (Chemiker) (1925–2017), deutscher Kernchemiker
- Günter Herrmann (Intendant) (* 1931), deutscher Medienrechtler und Hochschullehrer
- Günter Herrmann (Fußballspieler, 1934) (1934–2012), deutscher Fußballspieler
- Günter Herrmann (Fußballspieler, 1939) (1939–2023), deutscher Fußballspieler
- Günter Herrmann-Togo (1916–1999), Gründer und Präsident der Deutsch-Togolesischen Gesellschaft
- Günter K. Herrmann (* 1949), deutscher Entwicklungshelfer
- Günther Herrmann (1908–2004), deutscher Jurist und SS-Standartenführer
- Gustav Herrmann (Unternehmer) (1879–1932), deutscher Kaufmann und Unternehmer in Luckenwalde
- Gustav Herrmann (Lehrer) (1897–1988), Mittel- und Hochschullehrer sowie Leiter des städtischen Museums Branitz
- Gustav Herrmann (Bezirkshauptmann) (1908–1977), österreichischer Beamter, Bezirkshauptmann und Leiter des niederösterreichischen Kulturreferats
- Gustav Herrmann (Politiker), deutscher Politiker (SPD), Mitglied der Hamburgischen Bürgerschaft
- Gustav Friedrich Herrmann (1836–1907), deutscher Maschinenbauingenieur und Hochschullehrer
- Gustav Siegfried Herrmann (1879–1921), österreichischer Bildhauer
- Gustel Herrmann (1906–?), deutsche Leichtathletin

### H
- Halina Herrmann (* 1938), polnisch-deutsche Leichtathletin
- Hans Herrmann (Maler) (1858–1942), deutscher Maler
- Hans Herrmann (Politiker, 1889) (1889–1959), deutscher Politiker (BVP, NSDAP, CSU)
- Hans Herrmann (Skilangläufer) (1891–1968), Schweizer Skisportler
- Hans Herrmann (Politiker, 1924) (1924–2002), deutscher Pädagoge und Politiker (SPD)
- Hans Herrmann (* 1928), deutscher Autorennfahrer
- Hans Herrmann (Germanist) (Hans Peter Herrmann; * 1929), deutscher Germanist und Hochschullehrer
- Hans Herrmann (Autor) (* 1963), Schweizer Journalist und Schriftsteller
- Hans-Christian von Herrmann (* 1963), deutscher Literaturwissenschaftler
- Hans-Christian Herrmann (* 1964), deutscher Historiker und Archivar
- Hans-Georg Herrmann (1935–2001), deutscher Sportpädagoge und Hochschullehrer
- Hans-Joachim Herrmann (Flieger) (1913–2010), deutscher Pilot und Rechtsanwalt
- Hans Joachim Herrmann (Althistoriker) (* 1931), deutscher Althistoriker
- Hans-Joachim Herrmann (Biologe) (* 1958), deutscher Biologe
- Hans Jürgen Herrmann (* 1954), deutscher Physiker
- Hans-Jürgen Herrmann (* 1958), deutscher Fotograf und Fotodesigner
- Hans Otto Herrmann (1799–1834), deutscher Lithograf und Landschaftsmaler
- Hans Peter Herrmann (1929–2025), deutscher Germanist und Hochschullehrer
- Hans-Volkmar Herrmann (1922–1998), deutscher Archäologe
- Hans-Walter Herrmann (* 1930), deutscher Historiker und Archivar
- Harald Herrmann (* 1944), deutscher Rechtswissenschaftler
- Harry Herrmann (Offizier, 1909) (1909–1995), deutscher Oberst der Bundeswehr
- Harry Herrmann (Offizier, 1930) (* 1930), deutscher Oberst des Ministeriums für Staatssicherheit
- Hartmut Herrmann (* 1961), deutscher Chemiker und Hochschullehrer
- Heiko Herrmann (* 1953), deutscher Maler und Bildhauer
- Heinrich Herrmann (Architekt) (1821–1889), deutscher Architekt
- Heinrich Herrmann (Sänger) (1855–nach 1910), deutscher Sänger und Gesangslehrer
- Heinrich Herrmann (Maler) (1894–1981), deutscher Maler und Grafiker
- Heinz Herrmann (* 1938), deutscher Fußballspieler
- Helene Herrmann (1877–1944), deutsche Philologin und Lehrerin
- Hellmut Herrmann (1916–nach 1985), deutscher Internist und Arbeitsmediziner
- Helmut Herrmann (Naturschützer) (1921–1987), deutscher Uhrmacher, Naturschützer und Orchideen-/Käferexperte
- Helmut Herrmann (Heimatforscher) (1935–2016), deutscher Lehrer und Heimatforscher
- Herbert Herrmann (* 1941), Schweizer Schauspieler
- Hildegard Herrmann-Schneider (* 1951), österreichische Musikwissenschaftlerin
- Holger Herrmann (1942–2014), deutscher Maler und Grafiker
- Horst Herrmann (Mathematiker) (1906–1973), deutscher Mathematiker
- Horst Herrmann (Jurist) (1924–1993), deutscher Jurist und Richter
- Horst Herrmann (Theologe) (1940–2017), deutscher Kirchenrechtler, Soziologe und Autor
- Horst Herrmann (Segler), ostdeutscher Sportsegler
- Hubert Herrmann (1929–2018), deutscher Leichtathlet
- Hugo Herrmann (Politiker) (1879–1943), deutscher Politiker (DDP)
- Hugo Herrmann (Schriftsteller) (1887–1940), zionistischer Autor, Verleger und Propagandist
- Hugo Herrmann (Musiker) (1896–1967), deutscher Komponist, Organist und Chorleiter

### I
- Ignát Herrmann (1854–1935), tschechischer Schriftsteller, Humorist und Redakteur
- Immanuel Herrmann (1870–1945), deutscher Politiker (SPD)

### J
- Jahn Herrmann (* 2001), deutscher Fußballspieler
- Jakob Herrmann (Jurist) (1784–1837), deutscher Jurist und Verwaltungsbeamter
- Jakob Herrmann (Skibergsteiger) (* 1987), österreichischer Gleitschirmpilot und Skibergsteiger
- Jana Herrmann (* 1991), deutsche Jugendverbandsfunktionärin
- Jelena Herrmann (* 1999), deutsche Schauspielerin
- Jens Herrmann (* 1966), Moderator
- Jesaja Herrmann (* 2000), deutsch-ghanaischer Fußballspieler
- Jim Herrmann (* 1960), American-Football-Spieler und -Trainer
- Jobst Herrmann (1932–2023), deutscher Industriemanager
- Joachim Herrmann (Politiker, 1928) (1928–1992), deutscher Politiker (SED) und Journalist
- Joachim Herrmann (Künstler) (1930–2016), deutscher Maler, Archäologe und Kunstpädagoge
- Joachim Herrmann (Astronom) (1931–2024), deutscher Astronom
- Joachim Herrmann (Prähistoriker) (1932–2010), deutscher Prähistoriker
- Joachim Herrmann (Rechtswissenschaftler) (1933–2022), deutscher Rechtswissenschaftler
- Joachim Herrmann (Politiker, 1956) (* 1956), deutscher Politiker (CSU)
- Joachim Herrmann (Bankmanager) (* 1956), deutscher Bankmanager
- Johann Herrmann (1738–1800), französischer Naturforscher, siehe Johann Hermann (Naturforscher)
- Johann Carl Gustav Herrmann (Kaufmann) (1845–1895), deutscher Kaufmann
- Johann Carl Gustav Herrmann (Schriftsteller) (1871–1940), deutscher Schriftsteller und Funktionär
- Johann Friedrich von Herrmann (1739–1818), königlich preußischer Generalmajor
- Johann Georg Herrmann (1865–1932), deutscher Bauingenieur
- Johann Gottlieb Herrmann (1813–1882), deutscher Oberamtsaktuar und Oberamtmann
- Johann Heinrich von Herrmann (1766–1849), königlich preußischer Generalmajor
- Johannes Herrmann (Maler) (um 1744–1807), deutscher Maler
- Johannes Herrmann (Theologe) (1880–1960), deutscher Theologe und Hochschullehrer
- Johannes Herrmann (Märtyrer) (* 1884; † nach 1930), deutsch-russischer römisch-katholischer Geistlicher und Märtyrer
- Johannes Herrmann (Jurist) (1918–1987), deutscher Jurist und Politiker
- Johannes Karl Herrmann (1893–1962), deutscher Bildhauer
- Johannes M. Herrmann (* 1964), deutscher Biologe und Biochemiker
- Jörg Herrmann (* 1941), deutscher Trickfilmproduzent
- Jörg Herrmann (Theologe) (* 1958), deutscher evangelischer Theologe und Autor
- Jörg Michael Herrmann (1944–2010), deutscher Mediziner
- Josef von Herrmann (1836–1914), deutscher Beamter und Politiker
- Josef Herrmann (Sänger) (1903–1955), deutscher Sänger
- Joseph Herrmann (1800–1869), deutscher Bildhauer
- Jules Herrmann (* 1970), deutsche Regisseurin
- Julian Herrmann (* 1995), deutscher Politiker (CDU)
- Julie Herrmann (1823–1889), deutsche Schauspielerin
- Julius Herrmann (Politiker) (1847–nach 1886), deutscher Lehrer und Politiker, MdR
- Julius Herrmann (Musiker) (1889–1977), österreichischer Dirigent
- Julius Herrmann (Mediziner) (1919–1988), deutscher Zahnmediziner und Verbandsfunktionär
- Julius E. Herrmann (1883–1945), deutscher Schauspieler
- Jürgen Herrmann (Mediziner) (* 1941), deutscher Mediziner
- Jürgen Herrmann (Moderator) (* 1943), deutscher Hörfunkmoderator
- Jürgen Herrmann (Politiker) (1962–2012), deutscher Politiker (CDU)
- Jutta Maria Herrmann (* 1957), deutsche Krimiautorin

### K
- Karin Herrmann (1936–2018), deutsche Physikerin
- Karl von Herrmann (1794–1876), deutscher General der Infanterie
- Karl Herrmann (Historiker) (1797–1874), deutscher Kaufmann, Historiker und Geograph
- Karl Herrmann (Maler) (um 1813–1881), deutscher Maler und Radierer
- Karl Herrmann (Landrat) (1882–1951), deutscher Widerstandskämpfer und Politiker, MdL Kurhessen
- Karl Herrmann (Kameramann), kanadischer Kameramann und Fotograf
- Karl-Ernst Herrmann (1936–2018), deutscher Bühnenbildner, Kostümbildner und Opernregisseur
- Karl Friedrich Herrmann (1843–1893), deutscher Politiker (DtVP), MdL Baden
- Karl-Heinz Herrmann (* 1954), deutscher Fußballspieler
- Katharina Herrmann (* 1985), deutsche Schriftstellerin
- Kathrin Herrmann, europäische Fachtierärztin für Tierschutz, Tierethik und Tierschutzrecht
- Käthe Herrmann-Bernhofer (1918–1997), österreichische Malerin
- Kay Herrmann (* 1967), deutscher Philosoph, Physiker, Pädagoge und Autor
- Keith Herrmann (1952–2021), US-amerikanischer Musiker und Komponist
- Kerstin Herrmann (* 1973), deutsche Juristin und Richterin
- Klaus Herrmann (Schriftsteller) (1903–1972), deutscher Schriftsteller
- Klaus Herrmann (Staatssekretär), deutscher Politiker (SED)
- Klaus Herrmann (Physiker) (* 1937), deutscher Physiker
- Klaus Herrmann (Bauforscher) (1940–2015), deutscher Bauforscher
- Klaus Herrmann (Fußballspieler) (1947/1948–2014), deutscher Fußballspieler
- Klaus Herrmann (Judaist) (* 1957), deutscher Judaist
- Klaus Herrmann (Politiker, 1959) (* 1959), deutscher Politiker (CDU)
- Klaus Herrmann (Politiker, 1960) (* 1960), deutscher Politiker (AfD)
- Klaus Herrmann (Journalist) (* 1962), österreichischer Journalist
- Klaus Jürgen Herrmann (1947–2016), deutscher Historiker
- Kolja Herrmann (* 1997), deutscher Fußballspieler
- Konrad Herrmann (Theologe) (1929–2017), polnischer Geistlicher, Theologe und Hochschullehrer
- Konrad Herrmann (Sinologe) (* 1945), deutscher Metrologe und Sinologe
- Konrad Herrmann (Regisseur) (* 1948), deutscher Regisseur und Produzent
- Konrad Herrmann (Mediziner) (* 1950), deutscher Dermatologe
- Kurt Herrmann (Unternehmer) (1888–1959), deutscher Architekt, Verleger und Industrieller
- Kurt Herrmann (Komponist) (1900–1975), deutscher Komponist
- Kurt Herrmann (Politiker) (1903–1950), deutscher Politiker (LDPD)
- Kurt Herrmann (General) (* 1950), deutscher Generalleutnant

### L
- Lars Herrmann (Schauspieler) (* 1965), deutscher Kinderdarsteller
- Lars Herrmann (Politiker) (* 1977), deutscher Politiker (bis Dezember 2019 AfD), MdB
- Lena Herrmann (* 1994), deutsche Sportkletterin
- Léo Herrmann (Maler) (1853–1927), französischer Maler
- Leo Herrmann (Journalist) (1888–1951), israelischer Journalist und Politiker
- Lilia Herrmann (* 2001), deutsche Schauspielerin
- Lily Herrmann-Conrady (1901–1992), deutsche Malerin und Grafikerin
- Liselotte Herrmann (1909–1938), deutsche Widerstandskämpferin
- Louis Herrmann (Schriftsteller) (1836–1915), deutscher Schriftsteller
- Louis Herrmann (1861–1940), deutscher Lehrer und Politiker (Deutschkonservative Partei, DNVP)
- Ludolf Herrmann (1936–1986), deutscher Journalist
- Luca Herrmann (* 1999), deutscher Fußballspieler
- Ludwig von Herrmann (1889–1956), deutscher Jurist und Landrat
- Ludwig Herrmann (Schachspieler) (1906–1985), deutscher Schachspieler
- Ludwig Herrmann (Geistlicher) (1926–2015), deutscher evangelischer Pfarrer, Theologe und Hochschullehrer
- Luise Herrmann-Ries (1904–1971), deutsche Politikerin (KPD) und Frauenrechtlerin

### M
- Mandy Herrmann (* 1964), deutsche Malerin
- Manfred Herrmann (1932–1997), deutscher Mathematiker
- Marcel Herrmann (* 1987), deutscher Volleyballspieler
- Maria Herrmann-Kaufmann (1921–2008), Schweizer Kunstmalerin
- Marie-Luise Herrmann (* 1992), deutsche Fußballspielerin
- Martin Herrmann (Architekt) (1871–1926), deutscher Architekt, Baubeamter und Hochschullehrer
- Martin Herrmann (Mediziner) (1895–1976), deutscher Kieferchirurg und Hochschullehrer
- Martin Herrmann (Mundartdichter) (1899–1975), deutscher Mundartdichter
- Martin Herrmann (Politiker) (1919–nach 1968), deutscher Politiker (DBD) und LPG-Vorsitzender
- Martin Herrmann (Immunologe) (* 1956), deutscher Biologe und Hochschullehrer
- Martin Herrmann (Kabarettist) (* 1956), deutscher Kabarettist
- Martin Herrmann (Mediziner, 1957) (* 1957), Vorsitzender der Deutschen Allianz Klimawandel und Gesundheit
- Martin Herrmann (Koch) (* 1966), deutscher Koch
- Martin Herrmann (Schwimmer) (* 1970), deutscher Schwimmsportler
- Mathias Herrmann (* 1962), deutscher Schauspieler
- Matthäus Herrmann (1879–1959), deutscher Politiker (SPD)
- Matthias Herrmann (Politiker) (1870–1944), österreichischer Politiker (SDAP)
- Matthias Herrmann (Musikwissenschaftler) (* 1955), deutscher Musikwissenschaftler
- Matthias Herrmann (Archivar) (1961–2007), deutscher Archivar und Historiker
- Matthias Herrmann (Fotograf) (* 1963), deutscher Balletttänzer und Fotograf
- Matthias Herrmann (Rechtsextremist), deutscher Neonazi und Aktivist („Freie Kameradschaften“)
- Max Herrmann (Theaterwissenschaftler) (1865–1942), deutscher Literaturhistoriker und Theaterwissenschaftler
- Max Herrmann (Architekt) (1881–1953), deutscher Architekt und Baumeister
- Max Herrmann (Leichtathlet) (1885–1915), deutscher Sprinter
- Max Herrmann (Maler) (1908–1999), deutscher Maler
- Max Herrmann-Neiße (1886–1941), deutscher Schriftsteller
- Max-Henri Herrmann (* 1994), französisch-deutscher Handballspieler
- Maximiano Augusto Herrmann (1838–1913), portugiesischer Telegraphie-Techniker und Erfinder
- Melanie Herrmann (* 1989), deutsche Handballspielerin
- Michael Herrmann (Intendant) (* 1944), deutscher Kultur- und Musikmanager
- Michael Herrmann (Politiker) (* 1973), Schweizer Politiker (FDP)
- Michael Herrmann (Rennfahrer) (* 1983), deutscher Motorradrennfahrer
- Michael Herrmann (Skispringer) (* 1994), deutscher Skispringer
- Mike Herrmann (* 1966), deutscher Sportschütze
- Mirja Herrmann (* 1981), deutsche Fußballspielerin
- Monika Herrmann (* 1964), deutsche Politikerin (Bündnis 90/Die Grünen)
- Monika Herrmann (Journalistin), deutsche Journalistin
- Moritz Herrmann (* 1987), deutscher Journalist und Autor

### N
- Nadine Herrmann (* 1995), deutsche Skilangläuferin
- Ned Herrmann (1922–1999), US-amerikanischer Kreativitätsforscher
- Norbert Herrmann (* 1943), deutscher Mathematiker und Autor

### O
- Oliver Herrmann (1963–2003), deutscher Fotograf und Regisseur
- Oskar Herrmann (1906–1999), deutscher Unternehmer und Sportschützen-Funktionär
- Otto Herrmann (Politiker, 1889) (1889–1976), deutscher Politiker (USPD, KPD, SED)
- Otto Herrmann (Politiker, 1890) (1890–1965), Schweizer Politiker (SP)
- Otto Herrmann (Maler) (1899–1995), deutscher Maler

### P
- Patrick Herrmann (Fußballspieler, 1988) (* 1988), deutscher Fußballspieler (Hannover 96, VfL Osnabrück, Holstein Kiel, SV Darmstadt 98)
- Patrick Herrmann (Fußballspieler, 1991) (* 1991), deutscher Fußballspieler (Borussia Mönchengladbach)
- Paul von Herrmann (1857–1921), deutscher Richter
- Paul Herrmann (Archäologe) (1859–1935), deutscher Archäologe
- Paul Herrmann (Maler, 1864) (1864–1946), deutscher Maler und Radierer
- Paul Herrmann (Germanist) (1866–1930), deutscher Germanist
- Paul Herrmann (General, 1892) (1892–1974), deutscher Generalmajor
- Paul Herrmann (General, 1898) (1898–1980), deutscher Generalmajor
- Paul Herrmann (Politiker, vor 1906) (vor 1906–nach 1940), deutscher Bergmann, Politiker (SPD) und MdL Sachsen (1926–1933)
- Paul Herrmann (Historiker) (1905–1958), deutscher Historiker, Schriftsteller und Lektor
- Paul Herrmann (Politiker, 1913) (1913–2015), deutscher Politiker (CDU)
- Paul Herrmann (Maler, 1914) (1914–1987), deutscher Maler
- Paul Herrmann (Geologe) (* 1944), österreichischer Geologe
- Paul Herrmann (Shorttracker) (* 1985), deutscher Shorttracker
- Paul Ernst Herrmann (1870–nach 1938), deutscher Maler
- Peter Herrmann (Politiker) (1828–1902), deutscher Politiker
- Peter Herrmann (Epigraphiker) (1927–2002), deutscher Epigraphiker
- Peter Herrmann (Maler) (* 1937), deutscher Maler
- Peter Herrmann (Komponist) (1941–2015), deutscher Komponist
- Peter Herrmann (Judoka) (* 1941), deutscher Judoka
- Peter Herrmann (Filmkomponist) (* 1948), österreichischer Filmkomponist
- Peter Herrmann (Produzent) (* 1954), deutscher Filmproduzent
- Peter Herrmann (Musikproduzent) (* 1961), deutscher Musiker, Komponist und Musikproduzent
- Philipp Herrmann (Maler) (1899–1968), deutscher Maler und Restaurator
- Philipp Herrmann (Volleyballspieler) (* 2003), deutscher Volleyballspieler

### R
- Ralf Herrmann (* 1956), deutscher Komponist und Musikpädagoge
- Ralph Herrmann (* 1949), deutscher Maler
- Reimer Herrmann (1938–2003), deutscher Hydrologe und Hochschullehrer
- Reinhard Herrmann (Grafiker) (1923–2002), deutscher Grafiker, Illustrator und Hochschullehrer
- Reinhard Herrmann (Jurist) (1937–2017), deutscher Jurist
- Reinhard Herrmann (Wirtschaftswissenschaftler) (* 1965), deutscher Wirtschaftswissenschaftler
- Renate Herrmann-Winter (* 1933), deutsche Germanistin und Hochschullehrerin
- Reinhold Herrmann (Heimatforscher) (1886–1953), deutscher Lehrer und Heimatforscher
- Reinhold Herrmann (Molekularbiologe) (* 1939), deutscher Molekularbiologe und Genetiker
- Richard Herrmann (Sportfunktionär) (1895–1941), deutscher SS-Brigadeführer und Sportfunktionär
- Richard Herrmann (Journalist) (1919–2010), norwegischer Journalist und Schriftsteller
- Richard Herrmann (Fußballspieler) (1923–1962), deutscher Fußballspieler
- Richard Herrmann (Offizier) (1945–2014), deutscher Offizier und Unternehmer
- Robert Herrmann (Turner) (1869–1919), US-amerikanischer Turner
- Robert Herrmann (* 1993), deutscher Fußballspieler
- Rolf-Dieter Herrmann (1934–1978), US-amerikanischer Philosoph und Hochschullehrer deutscher Herkunft
- Rolf Dieter Herrmann (1938–2019), deutscher Jurist und Staatsanwalt
- Roland Herrmann (Diplomat) (* 1948), deutscher Diplomat
- Roland Herrmann (Schauspieler) (* 1967), Schweizer Schauspieler
- Rudolf Herrmann (Archivar) (1875–1952), deutscher Archivar und Kirchenhistoriker
- Rudolf Herrmann (Karikaturist) (1879–1964), österreichischer Porträtist und Karikaturist
- Rudolf Herrmann (Richter) (1893–nach 1958), deutscher Jurist und Richter
- Rudolf Herrmann (Strafrechtler) (1913–2010), deutscher Professor für Strafprozessrecht und Gerichtsverfassungsrecht
- Rudolf Herrmann (Physiker) (* 1936), deutscher Physiker
- Rudolf Herrmann von Herrnritt (1865–1945), österreichischer Rechtswissenschaftler, siehe Rudolf Herrnritt

### S
- Sabine Herrmann (Juristin) (* 1933), deutsche Juristin
- Sabine Herrmann (Künstlerin) (* 1961), deutsche Künstlerin
- Sebastian Herrmann (Journalist) (* 1974), deutscher Journalist und Autor
- Sebastian Herrmann (Schauspieler) (* 1977), deutscher Schauspieler und Filmemacher
- Siegfried Herrmann (Sportfunktionär) (1886–1971), deutscher Sportfunktionär
- Siegfried Herrmann (Theologe) (1926–1999), deutscher Theologe
- Siegfried Herrmann (Leichtathlet) (1932–2017), deutscher Leichtathlet
- Siegfried Herrmann (Politiker) (* 1942), österreichischer Politiker (SPÖ)
- Sigrid Herrmann (* 1964), deutsche Bloggerin
- Simon Herrmann (* 1985), deutscher Wasserskiläufer
- Sina Herrmann (* 2001), deutsche Tennisspielerin
- Stefan Herrmann (* 1964), deutscher Radsportler
- Susanne Herrmann (* 1972), deutsche Synchronsprecherin und Schauspielerin, siehe Susanne Geier
- Svenja Herrmann (* 1973), Schweizer Schriftstellerin

### T
- Thaddeus Herrmann (* 1972), deutscher Musiker, Journalist und Labelbetreiber
- Theo Herrmann (Sänger, 1902) (1902–1977), österreichisch-deutscher Opernsänger (Bass)
- Theo Herrmann (Sänger, 1907) (1907–1989), deutscher Opernsänger (Tenor)
- Theo Herrmann (Psychologe) (1929–2013), deutscher Psychologe und Hochschullehrer
- Theodor Herrmann (Maler) (1881–1926), deutscher Maler
- Theodor Herrmann (Fußballspieler) (* 1921), deutscher Fußballspieler
- Thomas Herrmann (Mediziner) (* 1944), deutscher Radiologe
- Thomas Herrmann (Drehbuchautor) (1952–2018), deutscher Drehbuchautor
- Thomas Herrmann (Kommentator) (* 1955), deutscher Sportkommentator
- Thomas Herrmann (Regisseur) (* 1965), deutscher Fotograf und Fernsehregisseur
- Thorsten Herrmann (* 1964), deutscher Politiker, Bürgermeister von Bensheim
- Timo Jouko Herrmann (* 1978), deutscher Komponist, Musikwissenschaftler und Dirigent
- Tobias Herrmann (* 1981), deutscher Schauspieler
- Torsten Herrmann (* 1981), deutscher Komponist

### U
- Ulrich Herrmann (Pädagoge, 1939) (* 1939), deutscher Pädagoge und Historiker
- Ulrich Herrmann (Pädagoge, 1950) (1950–2015), deutscher Pädagoge und Hochschullehrer
- Ulrich Herrmann (Drehbuchautor) (* 1959), deutscher Drehbuchautor, Produzent und Redakteur
- Ulrich Herrmann (Richter) (* 1960), deutscher Jurist und Vorsitzender Richter am Bundesgerichtshof
- Ulrike Herrmann (* 1964), deutsche Journalistin und Autorin
- Ursula Herrmann (Historikerin) (1932–2019), deutsche Historikerin
- Ursula Herrmann († 1981), deutsches Entführungs- und Mordopfer, siehe Entführung von Ursula Herrmann
- Uwe Herrmann (Religionswissenschaftler) (* 1956), deutscher Religionswissenschaftler
- Uwe Herrmann (Unternehmer) (* 1962), deutscher Modeverkäufer, Designer und Autor

### V
- Victoria Herrmann (* 1969), deutsche Fernsehmoderatorin
- Volker Herrmann (Theologe) (1966–2021), deutscher evangelischer Theologe
- Volker Herrmann (* 1967), deutscher Mittelalterarchäologe und Bauforscher

### W
- Walter Herrmann (Kriminologe) (1896–1972), deutscher Kriminologe und Sozialpädagoge
- Walter Herrmann (Ingenieur) (1899–1987), deutscher Luftfahrtingenieur und Hochschullehrer
- Walter Herrmann (Mykologe) (1906–nach 1993), deutscher Mykologe
- Walter Herrmann (Physiker) (1910–1987), deutscher Physiker
- Walter Herrmann (Marineoffizier) (1915–nach 1973), deutscher Kapitän zur See der Bundesmarine
- Walter Herrmann (Aktivist) (1939–2016), deutscher Lehrer, Betreiber der Kölner Klagemauer
- Walter Herrmann (Langstreckenläufer) (* 1944), deutscher Langstreckenläufer
- Wálter Herrmann (* 1979), argentinischer Basketballspieler
- Walther Herrmann (1884–1979), deutscher Lehrer und Heimatforscher
- Walther Gustav Herrmann (1910–1988), deutscher Volkswirtschaftler, 1950–1975 Bundesverband der Deutschen Industrie
- Widukind Herrmann (1936–2011), deutscher Fußballschiedsrichter
- Wiebke Herrmann (* 1987), deutsche bildende Künstlerin
- Wilhelm Herrmann (1846–1922), deutscher Theologe und Philosoph
- Wilhelm Herrmann (Journalist) (1920–2003), deutscher Journalist und Theaterhistoriker
- Willi Herrmann (Widerstandskämpfer) (1897–1944), deutscher Widerstandskämpfer
- Willi A. Herrmann (1893–1968), deutscher Filmarchitekt
- Willy Herrmann (Komponist) (auch Willi Hermann; 1868–1945), deutscher Organist, Komponist und Schriftsteller
- Willy Herrmann (Maler) (1895–1963), deutscher Maler
- Willy Herrmann (Politiker) (1917–1992), Schweizer Politiker (FDP)
- Wolf-Dieter Herrmann (* 1950), deutscher Fernsehmoderator
- Wolfgang Herrmann (Architekturhistoriker) (1899–1995), deutscher Architekturhistoriker
- Wolfgang Herrmann (Bibliothekar) (1904–1945), deutscher Bibliothekar
- Wolfgang Herrmann (Politiker, 1938) (* 1938), deutscher Politiker (SPD)
- Wolfgang Herrmann (Politiker, 1939) (* 1939), deutscher Politiker (SED)
- Wolfgang Herrmann (Musiker) (* 1950), deutscher Musikschaffender
- Wolfgang A. Herrmann (* 1948), deutscher Chemiker, Hochschullehrer und ehemaliger Präsident der TU München
- Wolfgang Siegfried Herrmann (* 1944), deutscher Psycholinguist

### Z
- Zacharias Herrmann (1834–1896), österreichischer und tschechischer Baumeister und Politiker